# Brevin Jordan
Brevin Jordan (Las Vegas, 16 luglio 2000) è un giocatore di football americano statunitense che milita nel ruolo di tight end per gli Houston Texans della National Football League (NFL).

## Carriera

### Houston Texans
Jordan al college giocò a football a Miami. Fu scelto nel corso del quinto giro (147º assoluto) nel Draft NFL 2021 dagli Houston Texans. Debuttò nella settimana 8 contro i Los Angeles Rams segnando subito un touchdown su ricezione. La sua stagione da rookie si concluse con 20 ricezioni per 178 yard e 3 marcature in 9 presenze, 2 delle quali come titolare.
Nel primo turno dei playoff 2023-24 Jordan ricevette 76 yard e segnò un touchdown nella vittoria sui Cleveland Browns.